# 楊來鳳 (正德進士)
杨来凤（？—？年），字從儀，河南汝宁府汝陽縣人，軍籍。明朝政治人物。

## 生平
弘治十四年（1501年）辛酉科河南乡试舉人，正德九年（1514年）甲戌科三甲第五十六名進士，授浙江绍兴府会稽县知县，十四年（1519年）八月實授山西道监察御史，以谏武宗南巡被廷杖。出按陕西，未满任，以病告归。